# Титул
Ти́тул (арх. ти́тло; от лат. titulus «надпись; „почётное“ звание») — почётное звание (например, граф, герцог), наследственное или присваиваемое пожизненно отдельным лицам (обычно дворянам) для подчёркивания их особого, привилегированного положения.
Специальная форма обращения к носителю титула (либо сана, чина и т.п,) — титулование (например, титулование в Российской Империи по чинам — «Ваше высокопревосходительство», «Ваше превосходительство», «Ваше благородие» и т. д.).
В более широком смысле, под «титулом» понимается словесная формула именования лица в соответствии с его официальным званием (не обязательно сословным — также и спортивным, артистическим, учёным, церковным, воинским), общественным или служебным положением. С такой трактовкой термина приходится сталкиваться, в первую очередь, при международном общении, например при заполнении пункта (англ. title заголовок) в анкетах на английском языке. В современной русскоязычной среде обращение «титул (звание) + фамилия» практикуется, в основном, в силовых структурах — а за рубежом гораздо шире, в обычном деловом этикете.

## Титул как формула именования
Титул, понимаемый как формула именования, фиксирует норму этически и ситуационно корректного публичного объявления данного лица или обращения к нему. Он состоит из одного или нескольких слов, которые должны быть поставлены перед фамилией человека или, реже, после неё. Обычно в титул включают официальные почётные и сословные звания, иногда также просто учёные звания и степени, указание высоких должностей.
В каждом языке имеется набор традиционных титулов для деятелей из различных сфер — некоторые или все они могут быть приведены. Например, основными английскими титулами работников науки являются «доктор» (Dr., соответствует кандидату наук, в российских условиях) и «профессор» (Prof., носитель учёного звания профессора). Но допускаются и индивидуальные варианты. При отсутствии у лица званий и видных должностей в качестве титула указывается «господин» или «госпожа» на соответствующем языке.
Титул конкретного человека может адаптироваться в зависимости от потребностей. Скажем, условный полковник Иванов, имеющий учёное звание профессора, являющийся доктором наук и лауреатом премии XX, вправе всё это перечислить как титул (англ. colonel, Prof., Dr. habil., XX prize laureate Ivanov). Но для удобства и из соображений скромности обычно выбирается что-то одно — например, в научной группе: англ. Prof. Ivanov, в коллективе военных: англ. colonel Ivanov, а для авиабилета просто: англ. Mr. Ivanov. На практике, длинные титулы встречаются только при публичном представлении лица, а при обращении к нему ограничиваются минимумом слов.

## Титул как иерархическое звание

### Система титулов в царской России
В России до Петра I титулы имели только государи и потомки прежних удельных и владетельных князей. Иван III установил большой (с наименованием всех подвластных областей и употребляемый в дипломатических сношениях) и малый титулы (См. государев титул). По мере расширения территории государства изменялся и титул: Иван IV в 1547 году принял титул царя, в 1721 году Сенат и Синод поднесли Петру I титул императора. Сам Пётр I начал жаловать титулы графа и барона, а вместе с этим появились и соответствующие обращения: сиятельство и светлость. Последнее обращение в дальнейшем сохранилось лишь в некоторых княжеских родах (светлейшие князья). 

После Октябрьской революции 1917 года все чины, титулы и звания царской России были упразднены.

### Сравнение дворянских титулов в Европе
Ниже в таблице сопоставлены титулы дворян в дореволюционной России и некоторых странах Западной Европы.
| #  | Россия                                                                                    | Польша                                    | Франция                                    | Германия                                                               | Великобритания                                              | Латинский язык                                                   |
| -- | ----------------------------------------------------------------------------------------- | ----------------------------------------- | ------------------------------------------ | ---------------------------------------------------------------------- | ----------------------------------------------------------- | ---------------------------------------------------------------- |
| 1  | Цесаревич                                                                                 | Wielki książę                             | Dauphin (Дофин) (первый наследник трона)   | Kronprinz (Кронпринц)                                                  | Prince of Wales (Принц Уэльский)                            | Caesar (Цезарь)                                                  |
| 2  | Великий князь                                                                             | Książę elektor (Курфюрст, князь-выборщик) | Grand-duc (Великий герцог)                 | Kurfürst (Курфюрст) (до XIX в.) Großherzog (Великий герцог) (с XIX в.) |                                                             | Princeps Elector Imperii (Курфюрст), Magnus Dux (Великий герцог) |
| 3  |                                                                                           |                                           |                                            | Erzherzog (Эрцгерцог)                                                  |                                                             | Archidux                                                         |
| 4  | Князь императорской крови                                                                 | Książę Krwi Królewskiej                   | Prince du Sang Royal                       | Prinz/Erbprinz                                                         | Prince Royal                                                |                                                                  |
| 5  | Князь                                                                                     | Książę Krwi, książę                       | Prince du Sang (Принц крови)               |                                                                        |                                                             |                                                                  |
| 6  | Герцог (жаловался только иностранными правителями, а также единожды А. Д. Меншикову)      | Książę                                    | Duc (Герцог)                               | Herzog (Герцог)                                                        | Duke (Герцог)                                               | Dux (Дукс)                                                       |
| 7  | Великий боярин (до конца XVII века)                                                       | Książę                                    |                                            | Landgraf                                                               |                                                             | comes principalis comes magnus                                   |
| 8  |                                                                                           | Książę                                    | Prince                                     | Fürst (Фюрст)                                                          |                                                             | Princeps                                                         |
| 9  | Маркиз                                                                                    | Margrabia                                 | Marquis (Маркиз)                           | Markgraf (Маркиз)                                                      | Marquis/Margrave (Маркиз)                                   |                                                                  |
| 10 | Граф                                                                                      | Hrabia                                    | Comte                                      | Graf                                                                   | Earl (Эрл)                                                  | Comes                                                            |
| 11 |                                                                                           |                                           | Vicomte (Виконт)                           |                                                                        | Viscount (Виконт)                                           | Vicecomes                                                        |
| 12 |                                                                                           |                                           | Vidame (Видам)                             |                                                                        | Vidame                                                      |                                                                  |
| 13 | Барон                                                                                     | Baron Барон                               | Baron (Барон)                              | Freiherr, Baron (Барон)                                                | Baron (Барон), Lord (лорд)                                  | Baronus (барон), Liber Baro                                      |
| 14 | Дворовый                                                                                  | Шляхтич                                   | Seigneur (сеньор)                          |                                                                        | Baronet (Баронет)                                           | baronetus (Баронет), baronus minor                               |
| 15 |                                                                                           |                                           | Banneret (Баннерет)                        |                                                                        | Banneret (Баннерет)                                         | Banneretus (Баннерет)                                            |
| 16 | Сын боярский                                                                              | rycerz (рыцарь), kawaler (кавалер)        | Chevalier (шевалье)                        | Ritter, Риттер (рыцарь)                                                | Knight, Knight Bachelor (Рыцарь-бакалавр)                   | Equitus, Equitus                                                 |
| 17 |                                                                                           | szlachcic                                 | Gentilhomme (джентльмен), Ecuyer (эсквайр) | Эдлер                                                                  | Gentleman (джентри, джентльмен), Esquire (эсквайр), Armiger | Nobilis (нобиль, дворянин), Generosus                            |
| 18 | Путный боярин (до XVII в.), панцирный боярин (до XVII в.), помещик, беспоместный дворянин | szlachcic zagrodowy                       | Valvassor                                  |                                                                        | Yeoman (йомен)                                              | Nobilis (нобиль, дворянин), Miles                                |

### Перечень титулов правителей
Наследуемые
- Князь
- Великий князь
- Великий герцог
- Царь, наследник — царевич (в России до 1797 года), цесаревич (в России после 1797)
- Король, наследник — принц, кронпринц (в немецких и скандинавских монархиях), монсеньор (во Франции), наследный принц (в Японии)
- Император
- Халиф
- Магараджа
- Хан
- Шах
- Конунг

Выборные
- Дож
- Король в Речи Посполитой
- Халиф у мусульман
- Император Священной Римской империи
- Ярл

### Перечень дворянских титулов
- Боярин
- Маркиз
- Барон
- Граф
- Герцог
- Князь
- Виконт
- Шевалье
- Кадзоку — система японских титулов
- Бан
- Эрл
- Эсквайр
- Тишайший (титул)
- Муж честен (титул)